# Луїза Мекленбург-Шверінська
Луїза Мекленбург-Шверінська (нім. Luise von Mecklenburg-Schwerin, 17 травня 1824 — 9 березня 1859) — принцеса Мекленбург-Шверіна з Мекленбурзького дому, донька великого герцога Пауля Фрідріха та прусської принцеси Александріни, дружина князя Віндіш-Грецького Гуго.

## Біографія
Луїза народилась 17 травня 1824 року у Людвігслюсті другою дитиною та єдиною донькою в родині кронпринца Мекленбург-Шверінського Пауля Фрідріха та його дружини Александріни Прусської. Мала старшого брата Фрідріха Франца, за три роки з'явився молодший — Вільгельм. Жила родина у Людвігслюсті, тогочасній столиці Мекленбург-Шверіна. Батько був людиною військовою і більшу частину часу проводив на маневрах. Про виховання дітей дбала мати, намагаючись виховати їх культурними, освіченими людьми.
Правителем країни в той час був прадід Луїзи, Фрідріх Франц I. 1837 року він помер, і трон успадкував Пауль Фрідріх. Сім'я переїхала до Шверіна, що відновив статус головного міста, і оселилася у Старому замку. За п'ять років батько помер, застудившись при пожежі, і великим герцогом став старший брат Луїзи, Фрідріх Франц.
У 25 років принцеса стала дружиною 26-річного князя Гуго цу Віндіш-Грец. Весілля відбулося 20 жовтня 1849 у Людвігслюсті. За два тижні там же Фрідріх Франц поєднав свою долю з Августою Ройсс-Кестрицькою. У шлюбі народила четверо дітей. 
Луїза Мекленбург-Шверінська пішла з життя у Венеції навесні 1859 року, за три роки після народження молодшої доньки. 21 березня, після служби, проведеної люблянським парохом Людвігом Теодором Ерце, княгиня була похована у замку Ваґенсберг, що належав родині Віндіш-Грец.
Чоловік згодом вступив у шлюб із Матильдою Радзивілл, помер у 1904 році.

## Родина
Чоловік — Гуго, князь Віндіш-Грецький
Діти:
- Александріна (1850—1933) — неодружена, дітей не мала;
- Ольга (1853—1934) — дружина венеційського аристократа, графа Андреа Моченіго, мали єдину доньку;
- Гуго (1854—1920) — був одружений з Крістіною Ауерсперзькою, мав дванадцятеро дітей;
- Марія (1856—1929) — дружина Пауля Фрідріха Мекленбург-Шверінського, мала трьох синів та двох доньок.